# Torban
Torban — український етно-гурт, створений у Львові 2016 року. Виконує давні українські пісні, віднайдені в архівних матеріалах — колядки, веснянки, купальські та весільні, — здійснюючи їх нове аранжування і при цьому зберігаючи форму, ритм і текст.

## Історія
Гурт заснований 2016 року двома хлопцями: Артуром Темченко (перкусія, барабани) та Юрком Дворником (ліра). Названий на честь «панської бандури» — торбан, щипкового інструменту, який був популярний серед шляхти у 17–18 століттях. Офіційно презентували гурт на фестивалі «Святі музики» у Львові 21 червня 2016 року, тоді ж з хлопцями познайомилася вокалістка Марічка Чічкова, яка доєдналася до гурту в жовтні того ж року. Через рік в листопаді 2017 року до Torban доєдналася вокалістка Данута Згарда.
В грудні 2017 року Torban пройшли до фіналу фолк-фестивалю «Фолькові Миколайки» в Любліні, Польща, де отримали нагороду «за поєднання музики традиційної та рифів рокових». За гроші, які колектив виграв на конкурсі, записали дебютний альбом.
Дебютний альбом «Весна» презентували 13 березня 2018 року в арт-центрі «Дзиґа». До нього увійшли вісім пісень — народних обрядових співанок: колядки, веснянки і весільні пісні, — до яких музиканти зробили власне аранжування. Альбом записували під Тернополем на хуторі, зводили на тернопільській студії «Шпиталь Рекордс» (саунд-продюсер — Лесик Omodada) в дві хвилі: першу частину матеріалу записали в лютому 2017 року, другу — в жовтні.
У серпні 2018 року до колективу доєднався Траян Мустяце (гітара, бас-гітара). У січні 2019 року Torban зіграли музичний супровід на одному з показів українського бренду одягу «DIVchA» — Ethno Fashion Show.
Протягом 2017—2019 років колектив двічі їздив у турне в Польщу, Литву, Латвію. В межах України музиканти виступали в Києві, Львові, Тернополі, Івано-Франківську, Калуші, Чернівцях. Гурт неодноразово виступав на різних фестивальних заходах у Львові: «Свято музики», «Флюгери Львова», «Джаз на Ринку», «Свято пампуха».
У листопаді 2019 року гурт здобув призове місце на конкурсі для виконавців, які надихаються традиційною музикою, «Відкрита сцена» в межах польського фолк-фестивалю «Фолькові Миколайки». Як зазначено в протоколі конкурсу, гурт відзначився своєю «транс-музикою та продуманим сценічним образом».
2020 року під час всеукраїнського карантину Torban дали великодній концерт в онлайн-форматі, презентували нову пісню і тоді ж заявили, що працюють над новим альбомом. 21 червня того ж року на фестивалі «Свято музики» у Львові гурт представив свій другий альбом «Стріла», в який увійшли здебільшого обрядові пісні.

## Стиль
Учасники гурту визначають свій музичний стиль як традиційний. Для нового матеріалу вони шукають давні українські пісні в архівних матеріалах — колядки, веснянки, купальські та весільні, — здійснюють їх нове аранжування, але при цьому зберігають форму, ритм і текст. Більшість пісень вибирає Марічка Чічкова: за її словами, вона частіше надихається та аранжує пісні українського Полісся:
|  | Розумієш, традиційна музика — вона витримана. Сучасна пісня виникає, записується, трохи побуде популярною і все. А у цих пісень кількасотлітня історія, вони кристалізуються в часі. Такі пісні не можуть не зачепити. |

## Склад
До складу гурту входять:
- Марічка Чічкова — спів, концертина
- Юрко Дворник — спів, колісна ліра, дримба
- Святослав Галась — бас-гітара
- Данута Згарда — спів, перкусійні та духові інструменти
- Артур Темченко — спів, перкусійні інструменти, дримба

## Дискографія
- Весна (EP, 2018)
- Стріла (2020)

## Відеокліпи
На більшість пісень з альбому «Весна» гурт випустив відеоколажі, намальовані художницею Катериною Дендюк:
- На 5 на YouTube
- Шевлія на YouTube
- Ой як же було на YouTube
- Кури Рябиє на YouTube
- На городі, на кургані на YouTube
- Ой гей весно на YouTube